# Lepoglava
Lepoglava je město v Chorvatsku, ve Varaždinské župě. V roce 2001 zde žilo 8 718 obyvatel.. Administrativně k němu náleží okolních 15 vesnic.
Město bylo tradičně známé sídlem barokního kláštera a generálního řádového studia mnichů řádu paulínů. Z areálu staveb se dochoval kostel Neposkvrněného Početí Panny Marie s křížovou chodbou.
V novodobé historii země je město známé podle věznice, ve které byl za existence královské Jugoslávie v letech 1928—1931 vězněn Josip Broz Tito.

## Části
- Bednjica
- Crkovec
- Donja Višnjica
- Gornja Višnjica
- Jazbina Višnjička
- Kamenica
- Kamenički Vrhovec
- Kameničko Podgorje
- Muričevec
- Očura
- Viletinec
- Vulišinec
- Zalužje
- Zlogonje
- Žarovnica